# Eddie South

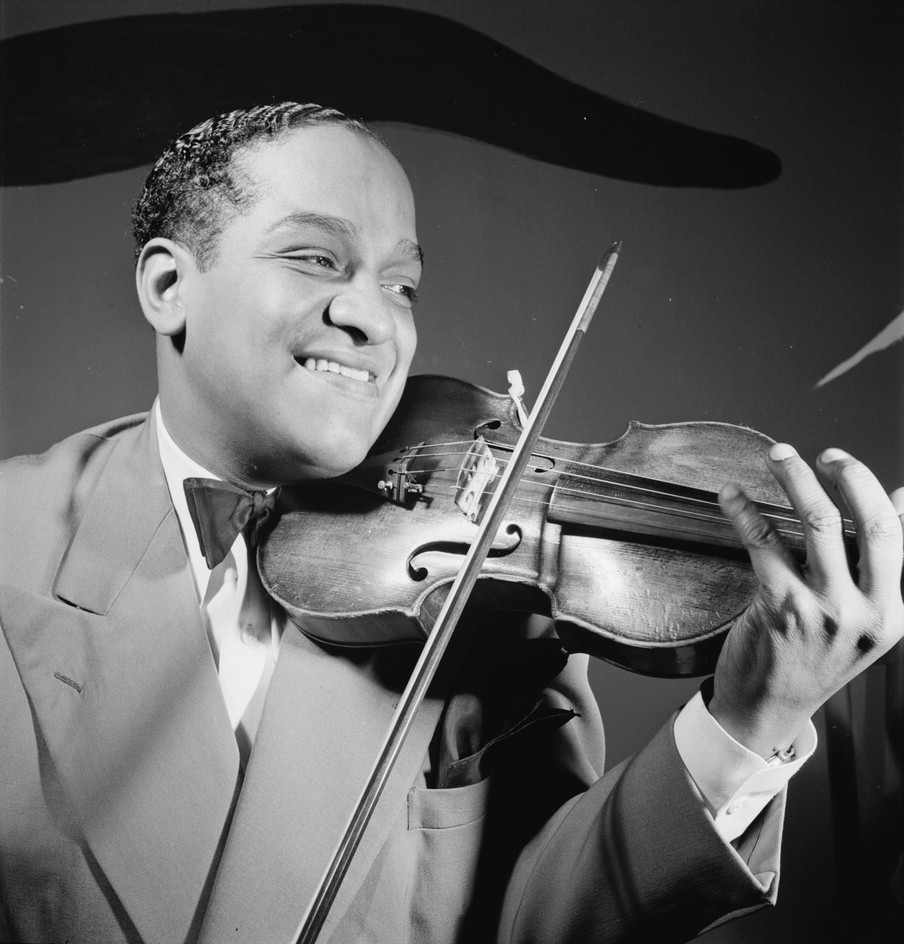
Eddie South.
Fotografie von William P. Gottlieb.

Eddie South (* 27. November 1904 in Louisiana/Missouri; † 25. April 1962 in Chicago) war ein US-amerikanischer Geiger.

## Leben und Wirken
South galt als musikalisches Wunderkind und erhielt am Chicago Musical College (1867 von Florenz Ziegfeld senior gegründet) eine klassische Ausbildung auf der Violine. Aufgrund der limitierten Auftrittsmöglichkeiten für Afroamerikaner in diesem Bereich wandte er sich der Jazzmusik zu. Zunächst spielte er in Vaudeville-Orchestern, die offen für Jazzeinflüsse waren, insbesondere bei Freddie Keppard, Jimmy Wade, Charles Elgar und Erskine Tate. 1927 gründete er eine eigene Gruppe Eddie South and his Alabamians, die nach dem Alabama Club in Chicago benannt war, wo sie zunächst auftraten. Er tourte mit dieser Gruppe durch Europa (von 1928 bis 1930). Nach dem Aufenthalt in Europa, bei dem Aufnahmen für das Label Swing entstanden, zeigten sich in seinem Spiel Einflüsse der ungarischen Volksmusik und der Roma-Musik. In späteren Bands spielten Billy Taylor, Milt Hinton und Tommy Benford. Auf einem Besuch in Europa 1937 spielte er auch mit Django Reinhardt und Stéphane Grappelli.
South war regelmäßig im Radio und gelegentlich auch im Fernsehen zu hören, nahm aber im LP-Zeitalter nur noch eine Platte auf, The Distinguished Violin of Eddie South (1958).